# Енні Голл
«Енні Голл» (англ. Annie Hall) — американський художній фільм режисера Вуді Аллена, що вийшов на екрани в 1977 році та отримав низку нагород — у тому числі чотири премії «Оскар». На 18 вересня 2018 року фільм займав 250-ту позицію у списку 250 найкращих фільмів за версією IMDb.

## Сюжет
У фільмі показано зародження, розвиток і кінець любовних стосунків пари — нью-йоркського коміка Елві Сінґера (Вуді Аллен), єврея-невротика, який бачить скрізь антисемітські змови й вже 15 років відвідує психоаналітика, та молодої співачки Енні Голл (Даян Кітон). Головний герой фільму, який працює коміком, з гумором і іронією розказує про своє життя, про людей, які його оточують. Він скептично аналізує свої невдачі в особистому житті, в якому було кілька коханих жінок. Стрічка про те, що якими б ірраціональними чи безглуздими не були стосунки, ми всі чомусь прагнемо їх. Оповідання перемежовується вставками комедійного характеру, що належать до спогадів або саморефлексії персонажів.

## У ролях
- Вуді Аллен — Елві Сінгер
- Даян Кітон — Енні Голл
- Тоні Робертс — Роб
- Керол Кейн — Еллісон
- Пол Саймон — Тоні Лейсі
- Шеллі Дювалл — Пем
- Джанет Марґолін — Робін
- Коллін Дьюгерст — мати Голл
- Крістофер Вокен — Двейн Голл
- Маршалл Маклуен — в ролі самого себе
- Джефф Голдблюм — гість на вечірці (в епізоді)
- Трейсі Волтер — актор на шоу (в епізоді)
- Джон Гловер — бойфренд (в епізоді)
- Сіґурні Вівер — подруга Елві (в епізоді)

## Нагороди та номінації
- 1977 — премія Національної ради кінокритиків США за найкращу жіночу роль другого плану (Даян Кітон)
- 1978 — чотири премії «Оскар»: найкращий фільм (Чарльз Джофф), найкраща жіноча роль (Даян Кітон), найкращий режисер (Вуді Аллен), найкращий оригінальний сценарій (Вуді Аллен, Маршалл Брікмен)
- 1978 — номінація на премію «Оскар» за найкращу чоловічу роль (Вуді Аллен)
- 1978 — премія «Золотий глобус» за найкращу жіночу роль у комедії або мюзиклі (Даян Кітон)
- 1978 — чотири номінації на премію «Золотий глобус»: найкращий режисер (Вуді Аллен), найкраща комедія або мюзикл, найкраща чоловіча роль в комедії чи мюзиклі (Вуді Аллен), найкращий сценарій (Вуді Аллен, Маршалл Брікмен)
- 1978 — п'ять премій BAFTA: найкращий фільм, найкращий режисер (Вуді Аллен), найкраща жіноча роль (Даян Кітон), найкращий сценарій (Вуді Аллен, Маршалл Брікмен), найкращий монтаж (Ральф Розенблум, Венді Грін Брічмонт)
- 1978 — номінація на премію BAFTA за найкращу чоловічу роль (Вуді Аллен)
- 1978 — премія Боділ за найкращий неєвропейський фільм (Вуді Аллен)
- 1978 — номінація на премію «Сезар» за найкращий іноземний фільм (Вуді Аллен)
- 1978 — премія Гільдії режисерів США (Вуді Аллен)
- 1978 — премія Гільдії сценаристів США за найкращу оригінальну комедію (Вуді Аллен, Маршалл Брікмен)

## Цікаві факти
- У 1992 році фільм був поміщений в Національний реєстр фільмів.
- Даян Кітон виконує у фільмі пісні «Seems Like Old Times» (1945, музика Кармена Ломбардо, слова Джона Джейкоба Леба) і «It Had To Be You» (1924, музика Ішемія Джонса, слова Гаса Кана).
- Крім того, що головні ролі виконали Вуді Аллен і його дружина Даян Кітон, деякі побічні любовні інтереси героя зіграні теж коханими Вуді Аллена.
- Головні герої дивляться в кінотеатрі чотиригодинний документальний фільм Марселя Офюльса «Скорбота і жалість» (англ. The Sorrow and the Pity), присвячений французькому Опору.
- Прізвище головної героїні — Голл (англ. Hall) — збігається зі справжнім прізвищем виконавиці цієї ролі Даян Кітон (Даєн Голл, англ. Diane Hall).

### Озвучення
Українською мовою озвучено студією «Цікава ідея» на замовлення Гуртом, у рамках проєкту «Хочеш кіно українською? Замовляй!».